# Jawed Karim
Jawed Karim, ameriško-nemški programer, *1979, Merseburg, Nemška demokratična republika.
Je soustanovitelj priljubljene spletne strani za izmenjavanje videoposnetkov YouTube.

## Življenje in delo
Karim se je rodil leta 1979 v Mersebrugu, v Vzhodni Nemčiji, in se leta 1980 preselil v Zahodno Nemčijo. Njegov oče Naimul Karim je po rodu iz Bangladeša in je raziskovalec pri podjetju 3M. Njegova mati Christine Karim je profesorica biokemije na univerzi v Minnesoti.
Karim je odraščal v Nemčiji, njegova družina se je preselila v ZDA leta 1992. Srednjo šolo je obiskoval v Minnesoti, univerzo pa v Illinoisu. Čeprav je študij opustil pred diplomo in se zaposlil v podjetju PayPal, je leta 2004 diplomiral iz računalništva.
V PayPalu je spoznal Steva Chena in Chada Hurleyja. Trojica je pozneje, leta 2005, ustanovila YouTube. Šele po ustanovitvi YouTuba in zasnovi koncepta njegovega delovanja je Karim začel študirati računalništvo na Stanfordski univerzi. Ko je Google kupil YouTube, je Karim dobil 137.433 delnic Googla, vrednih približno 64 milijonov dolarjev.